# قضية (خولان)

تعديل مصدري - تعديل

قضية هي إحدى قرى عزلة بني شداد بمديرية خولان التابعة لمحافظة صنعاء، بلغ تعداد سكانها 436 نسمة حسب تعداد اليمن لعام 2004.